# El Pla del Remei
El Pla del Remei (en español: Llano del Remedio) es un barrio de la ciudad de Valencia (España), perteneciente al distrito de Ensanche. Está situado en el centro de la ciudad y limita al norte con San Francisco y La Xerea, al este con Mestalla, al sur con Gran Vía y al oeste con Ruzafa. Su población en 2009 era de 6.926 habitantes.